# Folschviller
Folschviller (in tedesco Folschweiler) è un comune francese di 4 318 abitanti situato nel dipartimento della Mosella nella regione del Grand Est.

## Società

### Evoluzione demografica
Abitanti censiti